# Суперкубок Латвії з футболу
Суперку́бок Латвії з футбо́лу — одноматчевий турнір, у якому грають володар кубка Латвії та чемпіон попереднього сезону. Турнір складається з одного матчу, який проходить на початку сезону.

## Історія
Вперше про проведення Суперкубка Латвії було заявлено 22 січня 2013 року на зібранні правління Латвійської футбольної федерації, де було оголошено, что перший розіграш Суперкубка відбудеться 9 березня того ж року.
У наступному сезоні, в 2014 році матч за Суперкубок Латвії був відмінений..
Турнір був відновлений у 2024 році.

## Переможці
| Рік       | Переможець           | Фіналіст             | Рахунок              | Місто                |                      |
| --------- | -------------------- | -------------------- | -------------------- | -------------------- | -------------------- |
| 2013      | Даугава              | Сконто               | 4:1                  | Даугавпілс           |                      |
| 2014      | Матч був скасований  | Матч був скасований  | Матч був скасований  | Матч був скасований  | Матч був скасований  |
| 2015–2023 | Турнір не проводився | Турнір не проводився | Турнір не проводився | Турнір не проводився | Турнір не проводився |
| 2024      | Рига                 | РФШ                  | 1:1 пен. 5:4         | Рига                 |                      |
| 2025      | РФШ                  | Рига                 | 3:1                  | Рига                 |                      |